# Nowe Opole
Nowe Opole [pronunciación en polaco: /ˈnɔvɛ ɔˈpɔlɛ/] es un pueblo ubicado en el distrito administrativo de Gmina Siedlce, dentro del Condado de Siedlce, Voivodato de Mazovia, en el este de Polonia central. Se encuentra aproximadamente a 7 kilómetros al oeste de Siedlce y a 81 kilómetros al este de Varsovia.
El pueblo tiene una población de 800 habitantes.